# Ошенков Олег Олександрович
Олег Олександрович Ошенков (16 (27) травня 1911, Санкт-Петербург, Російська імперія — 10 травня 1976, Київ, Українська РСР, СРСР) — радянський футболіст, тренер.

## Кар'єра

### Гравця
Олег Ошенков з 1927 по 1930 роки виступав за клуб «Держзнак» з Москви. 1931 року повернувся у рідний Ленінград і став гравцем команди «Червоний Трикутник», яка представляла однойменний завод. Через рік Ошенков перейшов у «Промкооперацію». 1935 року клуб був перейменований на «Спартак». З 1936 по 1940 роки Олег Ошенков виступав за «Динамо». Провів у складі 87 матчів, забив 3 голи. 1941 року перейшов у «Зеніт», за нього зіграв 3 матчі до початку війни. 1945 року повернувся в «Динамо» і грав там до 1947 року, провівши 63 матчі і забивши 4 м'ячі.

### Тренера
1949 року Олег Ошенков очолив ленінградське «Динамо». Через рік був призначений головним тренером київського «Динамо». З цим клубом Ошенков виграв Кубок СРСР та став срібним призером чемпіонату. З 1957 по 1958 роки очолював ленінградські «Трудові резерви», 1959 року повернувся до Києва. У 1960 керував «Суднобудівником». З 1960 по 1969 роки керував «Шахтарем». З ним двічі виграв Кубок СРСР і одного разу був його фіналістом. 1970 року знову очолив «Суднобудівник», з 1975 по 1976 роки тренував харківський « Металіст».

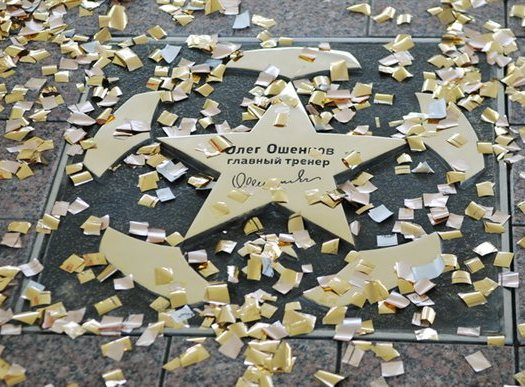
Зірка Олега Ошенкова на Алеї слави «Шахтаря»

Нагороджений орденом «Знак Пошани» (1968).
З 1971 по 1975 роки — начальник відділу футболу спорткомітету і голова Федерації футболу УРСР.

## Досягнення
збірна  України
3 призер Спартакіади 1956
 «Динамо» Київ
- Володар Кубка СРСР: 1954
- Срібний призер Чемпіонату СРСР 1952

 «Шахтар»
- Володар Кубка СРСР: 1961, 1962
- Фіналіст Кубка СРСР 1963